# The Mysterious Planet
The Mysterious Planet (La Planète Mystérieuse) ou « The Trial of a Time Lord: The Mysterious Planet » est le premier segment de la vingt-troisième saison de la série télévisée britannique de science-fiction Doctor Who. S'insérant dans l'arc narratif nommé The Trial of a Time Lord ("Le jugement d'un Seigneur du Temps") il fut originellement diffusé sur la chaîne BBC One en quatre parties du 6 au 27 septembre 1986.

## Accroche
Le Docteur passe une nouvelle fois en jugement face aux Seigneurs du Temps. Il a contre lui un procureur vindicatif nommé "Le Valeyard." L'un des trois chefs d'accusation est son interférence avec les affaires d'autres mondes, en particulier ses actions sur la planète Ravolox.

## Distribution
- Colin Baker — Le Docteur
- Nicola Bryant —  Peri Brown
- Lynda Bellingham — L'Inquisitrice
- Michael Jayston — Le Valeyard
- Tony Selby — Sabalom Glitz
- Joan Sims — La reine Katryca
- Glen Murphy — Dibber
- Tom Chadbon (en) — Merdeen
- Roger Brierley — Drathro
- David Rodigan — Dent Cassée
- Adam Blackwood — Balazar
- Timothy Walker — Grell
- Billy McColl — Humker
- Sion Tudor Owen — Tandrell

## Résumé
Le TARDIS est attiré par un rayon tracteur à bord d'une station spatiale des Seigneurs du Temps. Le Docteur est conduit devant un tribunal, l'Inquisitrice lui explique que l'on va le juger pour avoir transgressé les lois de non-interférence des Seigneurs du Temps à de nombreuses reprises, et que les preuves contre lui seront présentées par un Seigneur du Temps nommé le Valeyard. La première preuve choisie par ce dernier est montrée au tribunal sur un écran diffusant les données de la Matrice, et montre les actions du Docteur sur la planète Ravolox.
Le Docteur et Peri arrivent donc sur Ravolox, une planète ressemblant étrangement à la Terre, bien que selon le Docteur, elle se trouve à des années-lumière de cette dernière. Le Docteur est étonné de voir la végétation importante de la planète, qu'il croyait ravagée par une boule de feu, et décide d'explorer un peu avec Peri. Ils sont suivis par deux aventuriers, Sabalom Glitz et son second Dibber. Ces derniers cherchent un trésor sur la planète qu'ils savent gardé par un robot, et veulent mettre le robot hors d'état de nuire en détruisant sa source d'énergie, qu'une tribu primitive des environs prend pour un totem.
Le Docteur et Peri découvrent un tunnel menant à des ruines, et trouvent un panneau marqué "Marble Arch". Le Docteur décide de descendre plus bas, mais Peri préfère remonter. Elle est attrapée peu de temps après par les membres de la tribu, dirigée par la reine Katryca. Elle est enfermée avec Glitz et Dibber, que les primitifs ont capturés après qu'ils ont tenté de détruire le totem. Ils arrivent à s'enfuir avec Peri, et posent une bombe sur le totem avant de quitter le village, poursuivis par la tribu.
Le Docteur, de son côté, est lui aussi capturé par des humains vivant dans un complexe souterrain sous les ordres de l'"Immortel". Il est emmené devant cet Immortel, qui est en fait le robot dont Glitz et Dibber veulent se débarrasser, et qui se nomme lui-même Drathro. Il est programmé pour diriger les habitants du complexe, mais il ne peut pas travailler lui-même et choisit quelques humains pour l'assister, et force le Docteur à l'aider à faire des réparations. Le Docteur accepte d'abord, puis arrive à tromper Drathro et à s'enfuir. Ce dernier envoie un autre robot à sa poursuite.
Le Docteur, Peri, Glitz et Dibber se retrouvent à nouveau dans les ruines de Marble Arch, poursuivis par le robot et la tribu respectivement. Les primitifs arrivent à désactiver le robot, et croient avoir vaincu l'Immortel, ignorant à quoi il ressemble vraiment. Les primitifs remettent ensuite tout le groupe dans une cellule, Glitz en profite pour expliquer au Docteur que Ravolox est vraiment la Terre, mystérieusement déplacée à travers l'Univers. La tribu décide d'attaquer le complexe souterrain pour voler la technologie de Drathro, le Docteur et Peri s'enfuient pour s'y rendre également, la bombe ayant en effet endommagé gravement la source d'énergie de Drathro: elle est très instable, et risque d'exploser à tout moment.
Katryca et sa tribu sont vaincus par Drathro. Le Docteur arrive juste après et tente de convaincre Drathro de se désactiver pour empêcher le générateur d'exploser, mais il refuse, jusqu'à ce que Glitz lui propose de venir sur son vaisseau, qui contient l'énergie dont Drathro a besoin. Le générateur commence à s'autodétruire, mais le Docteur arrive à atténuer la force de l'explosion et tous les humains arrivent à s'enfuir à temps. Privé d'énergie, Drathro tombe en panne, mais Glitz et Dibber ne repartent pas bredouille, ayant trouvé dans ses restes des traces de métal précieux. Le Docteur et Peri font finalement leurs adieux aux humains, qui quittent les souterrains pour vivre à la surface.
Au tribunal, une fois la projection terminée, le Docteur se défend en affirmant qu'il a interféré dans l'histoire de la planète pour la sauver. Mais le Valeyard a d'autres preuves à présenter...

### Continuité
- Il s'agit du premier épisode à faire apparaître le personnage du Valeyard, ainsi que celui de Sabalom Glitz.
- Lorsque le TARDIS est drainé par la station spatiale, on peut entendre la cloche du cloître du TARDIS.
- Le Docteur était devenu le Président de Gallifrey à la fin de « The Five Doctors », mais il apprend au début de son procès que le titre lui a été retiré à cause de son absence.
- Les assistants de Drathro trouvent un sachet de Jelly Babies dans la poche du Docteur.
- Le Docteur avait déjà été jugé par les Seigneurs du Temps dans « The War Games. »
- Glitz reprend une célèbre phrase du Brigadier Lethbridge-Stewart dans « The Dæmons », "Five rounds rapid".
- Après avoir été assommé par le robot de Drathro, le Docteur est confus et appelle Peri "Sarah Jane".